# Drapeau du Somaliland
Le drapeau du Somaliland, ancien territoire britannique en Somalie, a été adopté le 14 octobre 1996. Le Somaliland, qui a déclaré son indépendance le 18 mai 1991, n'est reconnu par aucun autre pays.

drapeau du Somali National Movement

Le drapeau utilise les couleurs panarabes : vert, noir, blanc et rouge. La bande verte comporte la chahada en lettres blanches comme sur le drapeau de l'Arabie saoudite ou celui de l'Afghanistan. La bande blanche contient une étoile noire à cinq branches, représentant les cinq régions des somalis.
Le drapeau est basé sur celui du Mouvement National Somalien (SMN, Somali National Movement), qui a lutté pour l'indépendance.

Variante du drapeau remplaçant la bande rouge en orange

## Anciens drapeaux

Drapeau de la Somalie britannique de 1884 à 1903
Drapeau de la Somalie britannique de 1903 à 1950
Drapeau de la Somalie britannique de 1950 à 1952
Drapeau de la Somalie britannique de 1952 à 1960
Drapeau de la Somalie utilisé avant l'indépendance du Somaliland du 26 juin 1960 au 18 mai 1991
Drapeau du Somaliland du 18 mai 1991 au 14 octobre 1996